# Vallée de la Willamette
Pour les articles homonymes, voir Willamette (homonymie).

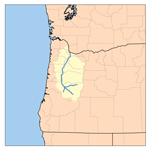
Emplacement de la vallée de la Willamette

La vallée de la Willamette (Willamette Valley en anglais) est une région située dans le nord-ouest de l'État américain de l'Oregon, qui entoure la rivière Willamette de sa source dans les montagnes près de Eugene jusqu'à sa confluence avec le Columbia à Portland. La région était, en raison de sa fertilité agricole, la destination principale des pionniers de la piste de l'Oregon. Cœur politique et économique de l'État depuis l'époque du territoire de l'Oregon, elle abrite 70 % de la population de l'État.
La vallée subit des inondations périodiques, dont les plus importantes ont eu lieu en 1889, 1964 et 1996.  Cette dernière a occasionné huit décès, 500 millions de dollars de dommages, et le déménagement forcé de 30 000 habitants.

## Géographie

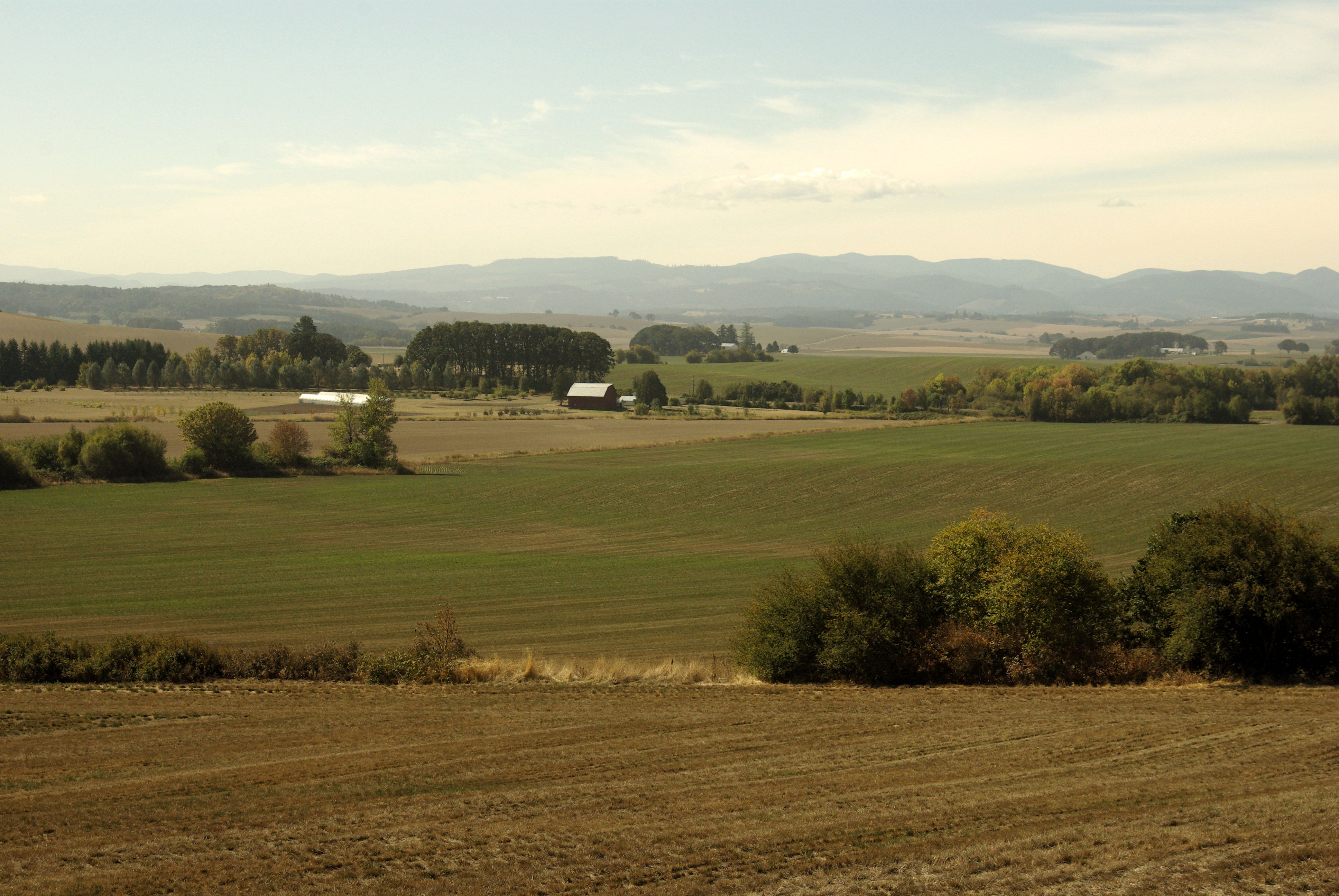
Paysage de campagne dans le nord du comté de Polk.

La vallée est bordée, à l'ouest, par la chaîne côtière d'Oregon, à l'est, par la chaîne des Cascades et au sud, par les monts Calapooya (en), ligne de partage des eaux entre la Willamette et l'Umpqua à peu près à 40 kilomètres au sud de Hidden Valley. L'Interstate 5 est l'axe de transport majeur de la vallée, dont elle dessert toutes les villes importantes.
Une définition plus culturelle et politique de la région en exclut le Grand Portland et la vallée de la Tualatin, présentant des tendances et des particularités différentes. Inversement, du point de vue culturel, même s'il s'agit de zones montagneuses, les pentes occidentales des Cascades depuis Oakridge jusqu'au lac de Detroit (Oregon) sont considérées comme faisant partie de la vallée au sens large. Les villes d'Eugene, Corvallis, Albany et Salem sont les centres urbains majeurs ; s'y ajoutent, si l'on étend la définition, des parties des comtés de Benton, Polk, Yamhill, Washington, Clackamas, Lane, Linn, Marion, et Multnomah ; parfois, la région entourant les comtés d'Albany, Corvallis, et de Benton et de Linn, est surnommée Mid-Valley, dans laquelle sont inclus parfois les comtés de Marion et de Polk.

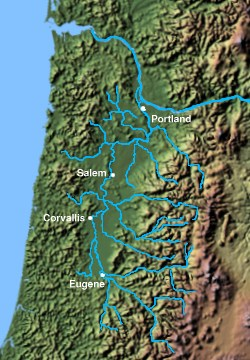
Carte du bassin de la Willamette